# 摺物

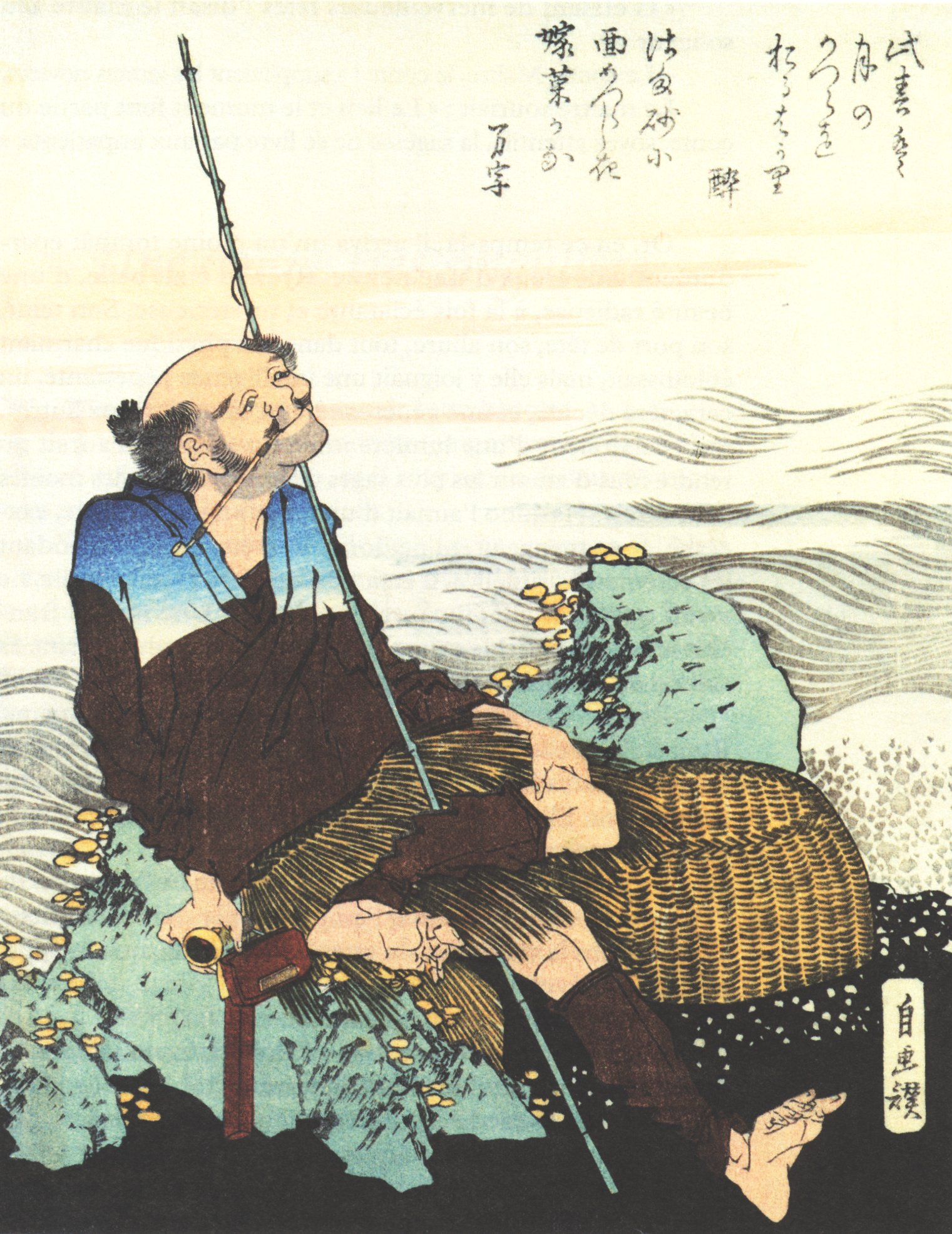
葛飾北斎による摺物。

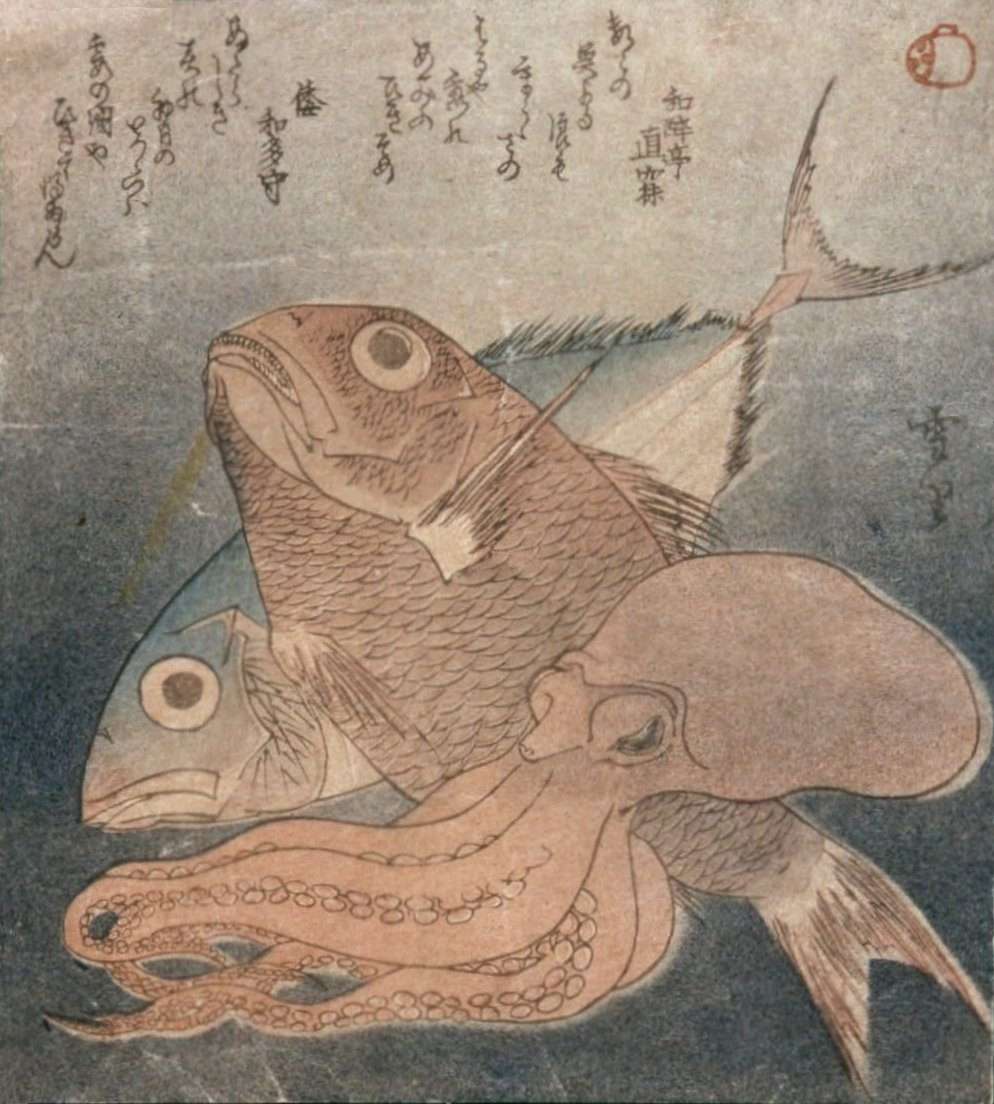

摺物（すりもの）とは、「印刷物」 の意の和語的表現である。特に版木で印刷した書画などを指し、さらには江戸時代に暦、狂歌、俳諧などに絵を加えて板刻した一枚摺り浮世絵を摺物という。

## 概要
自費出版による浮世絵版画で、主として狂歌師や狂歌師のグループが浮世絵師に絵をかかせ、狂歌師が自作の狂歌を添えた狂歌摺物、俳諧師など趣味人が自作の発句を添えて新年の挨拶に配る歳旦摺物が代表的なものである。その他に、浄瑠璃、長唄、踊りの会などの名披露目や、役者の襲名披露、改名披露の他、何らかのお祝いなど様々な目的で制作された。また、錦絵誕生の契機となった絵暦も、摺物の一種であった。江戸時代には太陰太陽暦が使用され、1年は大の月30日、小の月29日で構成され、およそ3年に一度、閏月が発生した。この組み合わせが一定していなかったために、その年の大小月を表した略暦が作られ、新年の挨拶に人々に配られたのであった。この略暦を大小または大小暦といい、絵入りになったものを絵暦といった。この絵暦の交換会が錦絵の発展に多大な影響を及ぼした。鈴木春信を筆頭に、鳥文斎栄之、窪俊満、葛飾北斎などといった絵師がこのような摺物を手掛けている。なお、春信の時代には絵暦のなかに「巨川工」、「莎鶏工」、「麦十工」、「至連工」、「木髪工」、「花橋工」、「芝房工」、「故崖工」、「高橋雪戸工」、「友幸工」、「豊子工」、「鶴子工」などという文字が彫られており、これらはその絵の考案者を指すといわれる。
狂歌の起源は古いものであるが、天明頃に大流行し、浮世絵と狂歌とは極めて深い関係があった。浮世絵師が狂歌に携わったこともあり、喜多川歌麿の『絵本虫撰』や『絵本百千鳥狂歌師合』などは、狂歌と浮世絵とが提携した顕著な例として挙げられる。これらは、一枚絵であった摺物が狂歌絵本へと発展した例と捉えられる。摺物は個人的な贈り物にしたり、店の宣伝用にしたりするものであって、一般向けに販売されたものではない。典型的なものには、絵と狂歌が描かれており、大抵の場合、狂歌の作者による注文で作られ、その仲間の間で交換された。元来、営利的に売ることが目的ではなく、純粋に風雅を楽しむためのものであったから、下絵、彫、摺とも入念で、紙も上質の奉書紙を使用、中には金銀をあしらった贅沢なものさえ作られており、金銭に糸目を付けることがなかった。屈指の浮世絵師に絵柄を頼み、腕利きの職人が選ばれ、最高級の和紙と顔料が使用されたのであった。摺物の大きさは比較的小さく、およそ19cm×21.5cmが標準のサイズで、形状は正方形に近い角形であったが、寛政の初め頃から奉書横長の二つ折りの形状のものも作られるようになっていった。
摺物は宝暦10年（1760年）代に始まり、その後、天保の中頃まで約100年ほど人気が続いた。摺物にする絵柄は、その時代の有名な浮世絵師に頼むことが多く、絵師の中には魚屋北渓や葵岡渓栖など北渓の門人などのようにこれを本業にする人も出現してきた。絵の題材としては、歴史画、美人画、武者絵、風景画、花鳥画、自然、静物、歌舞伎役者絵などが多く描かれている。

## 参考図書
- 『増訂浮世絵』　藤懸静也、雄山閣、1973年
- 『浮世絵の基礎知識』　吉田漱　雄山閣、1987年
- 『浮世絵の見方事典』　吉田漱　北辰堂、1987年
- 『図説浮世絵入門』　稲垣進一編　河出書房新社　1990年